# Faustófeles
Faustófeles es una novela del escritor costarricense José Ricardo Chaves, ganadora del Premio de la Academia Costarricense de la Lengua de 2009, es la tercera parte y final de una trilogía precedida por Los susurros de Perseo y Paisaje con tumbas pintadas en rosa.

## Sinopsis
La novela relata la vida de Fausto, quien nació en los años 40 y es criado por dos tías y un tío en la ciudad de Tibás. Sus tías pertenecen a la Sociedad Teosófica por lo que Fausto crece familiarizado con las doctrinas ocultistas y teosóficas y con la obra de Madame Blavatsky, Krishnamurti, Roberto Brenes Mesén, Eliphas Levi, la Golden Dawn, etc.
Fausto conoce a Eulogia, una mujer mayor quien le ayudará a crecer gracias a las distintas lecturas que le recomienda. Fausto deserta de sus estudios de medicina para abocarse a estudiar filosofía, al tiempo que recorre los cafetales del Tibás de la época, las calles de San José y los burdeles. Se casa con Eulogia con quien viaja a Puntarenas. En sus estudios de filosofía Fausto se vuelve seguidor de las ideas de Marx y Engels. 
Fausto finalmente comienza a cansarse de su relación con Elogia, especialmente con la llegada de la hija de ésta al país, Margarita, de quien Fausto se enamora, generando así el conflicto que lleva al desenlace final.